# کلاه ایمنی موتورسیکلت

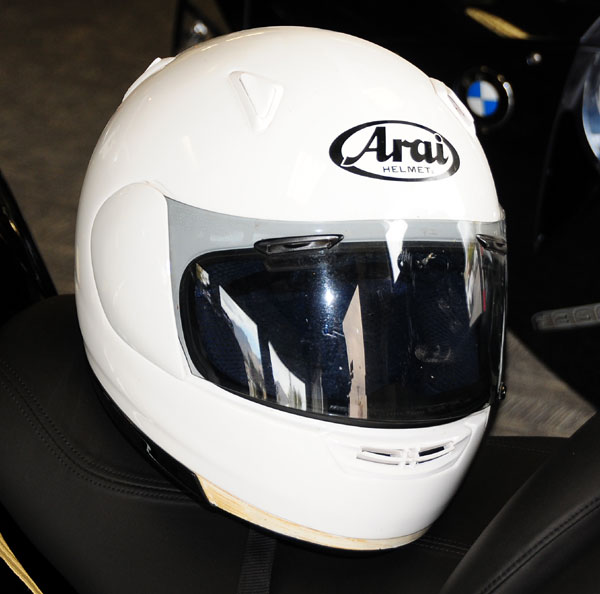

کلاه ایمنی موتورسیکلت که گاهی به آن کاسْکِت (به فرانسوی: casquette) نیز گفته می‌شود یک نوع کلاه ایمنی (خود) فلزی است که معمولاً رانندگان خودروهای مسابقه‌ای، موتورسیکلت‌سواران و خلبانان بالگرد برای ایمنی بر سر می‌گذارند.